# Kees Kuijs
Kees Kuijs (Anna Paulowna, 4 ottobre 1931) è un ex calciatore olandese, di ruolo difensore.